# Revolta Wuchang
Revolta Wuchang (chineză: 武昌起義; pinyin: Wǔchāng Qǐyì) a fost o revoltă chinezească care a servit drept catalizator pentru Revoluția Xinhai, ce a pus capăt dominației Dinastiei Qing (și la două milenii de conducere imperială) și a stat la bazele inaugurării Republicii Chineze (ROC). Ea a început de la nemulțumirea cauzată de criza căii ferate. Criza apoi a escaladat la o revoltă unde revoluționarii s-au ridicat împotriva oficialilor guvernului Dinastiei Qing. Revolta a fost mai apoi sprijinită de Noua Armată la o lovitură de stat împotriva propriilor lor autorități din orașul Wuchang, provincia Hubei de pe 10 octombrie 1911. Bătălia de la Yangxia, condusă de Huang Xing, a angajat o mulțime de chinezi în revoltă.